# Маппеты 2
«Ма́ппеты 2» (англ. Muppets Most Wanted) — комедийный фильм 2014 года, продолжение ленты «Маппеты» (2011). Картина сочетает в себе элементы мюзикла, детектива и пародии, а главные роли исполняют знаменитые кукольные персонажи Джима Хенсона.

## Сюжет
Сюжет разворачивается вокруг мирового турне Маппетов, которое превращается в хаос из-за подлого двойника лягушонка Кермита — преступника по имени Константин. Вместе со своим сообщником Домиником Бэджи (Рики Джервейс) он замышляет кражу легендарного сокровища. Пока Кермита по ошибке отправляют в сибирскую тюрьму, его друзья должны разгадать заговор и спасти положение.
Фильм полон забавных сцен, ярких музыкальных номеров и камео знаменитостей, включая Тину Фей и Тай Баррелла. Хотя картина не достигла коммерческого успеха первого фильма, она получила положительные отзывы за юмор и обаяние культовых персонажей.